# Cmentarz wojenny nr 394 – Czulice
Cmentarz wojenny nr 394 – Czulice – austriacki cmentarz wojenny z okresu I wojny światowej wybudowany przez Oddział Grobów Wojennych C. i K. Komendantury Wojskowej w Krakowie i znajdujący się na terenie jego okręgu XI Twierdza Kraków.
Znajduje się na północny wschód od Krakowa w gminie Kocmyrzów-Luborzyca, na terenie miejscowości Czulice. Mały cmentarz i pomnik wybudowano wśród zabudowań dworu van Wollenów, w centrum wsi.
Pochowano na nim 16 żołnierzy austro-węgierskich, z których 1 jest znany z nazwiska.
Polegli listopadzie 1914 r. Cmentarz projektował Hans Mayr.

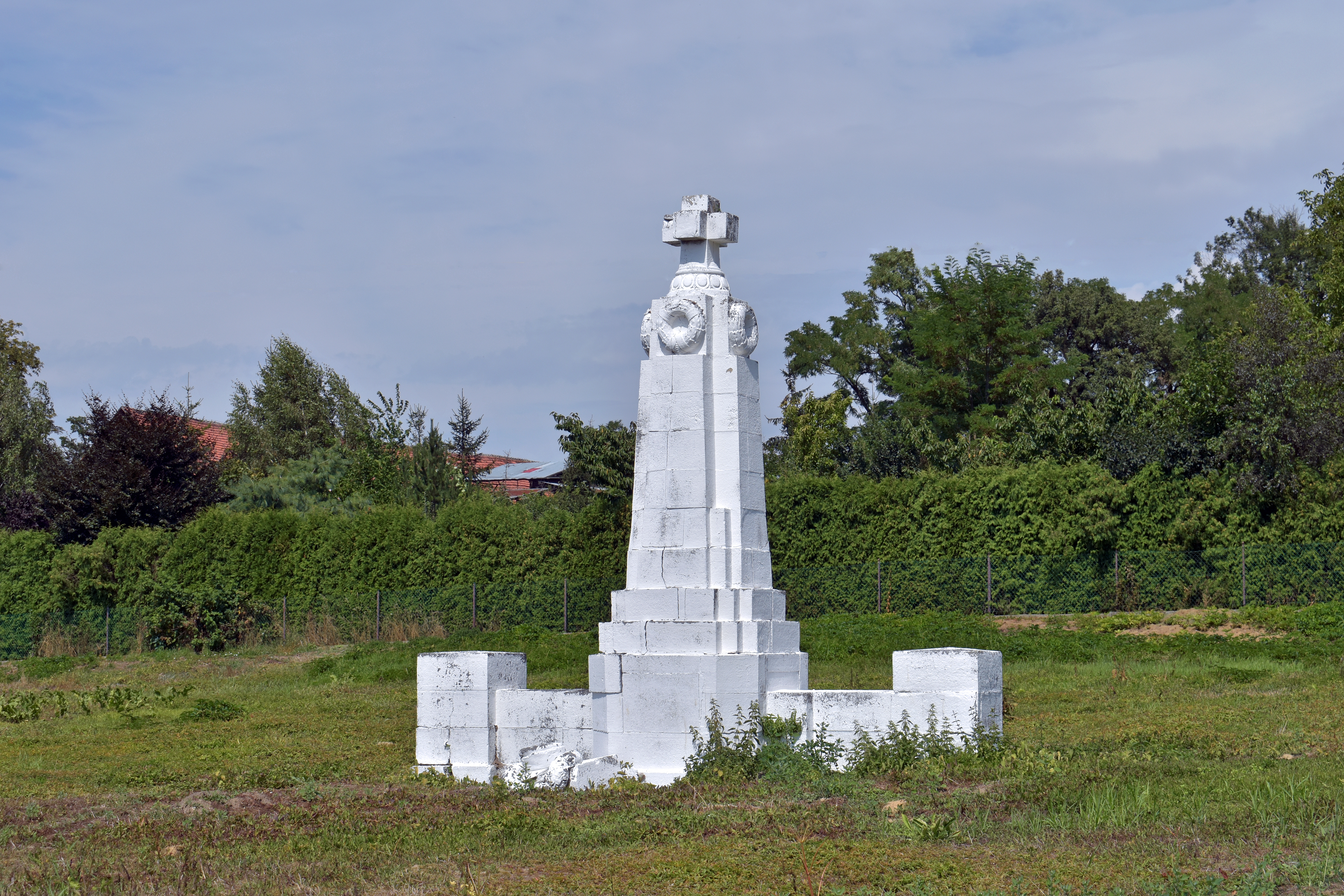
Pomnik.